# Новокремльовське
Новокремльовське (рос. Новокремлёвское) — село у Коченевському районі Новосибірської області Російської Федерації.
Входить до складу муніципального утворення Кремльовська сільрада. Населення становить 1242 особи (2010).

## Історія
Згідно із законом від 2 червня 2004 року органом місцевого самоврядування є Кремльовська сільрада.

## Населення
| 2002 | 2007  | 2010  |
| ---- | ----- | ----- |
| 1355 | ↗1509 | ↘1242 |